# Абдулла Наи
Абдулла Наи— средневековый персидский музыкант XV века, известный в Хорасане и Мавераннахре. Сочинял в основном в жанре савт. Родился в Балхе. Большую часть своей жизни провёл в городах Герат, Балх и Гиссар. Также пребывал в Самарканде, Бухаре, Нишапуре и Мешхеде. Его младший брат — Хафиз Кануни также являлся известным музыкантом в Балхе. Согласно историческим памяткам их современников, «когда Абдулла Наи играл на нае, его младший брат пел на персидском языке, одновременно правой рукой играя на кануне, а левой на дойре, и толпа приходила в восторг от их мастерства». Умер в Балхе, похоронен в небольшом мавзолее рядом с Хазрати Султан Хизруя.  